# .kp
.kp — в Інтернеті, національний домен верхнього рівня (ccTLD). Створений 24 вересня 2007 року і теоретично зарезервований для КНДР, але поки що не використовується через те, що інтернет в цій країні фактично відсутній, а нечисленні північнокорейські сайти зареєстровані в домені .com.
Домен унікальний тим, що в ньому зареєстрований лише один сайт (www.kcce.kp, сайт Корейського комп'ютерного центру в Європі), і навіть не визначений реєстратор доменів (в результаті не визначена і вартість реєстрації вебсторінок).